# Wingolfsdenkmal

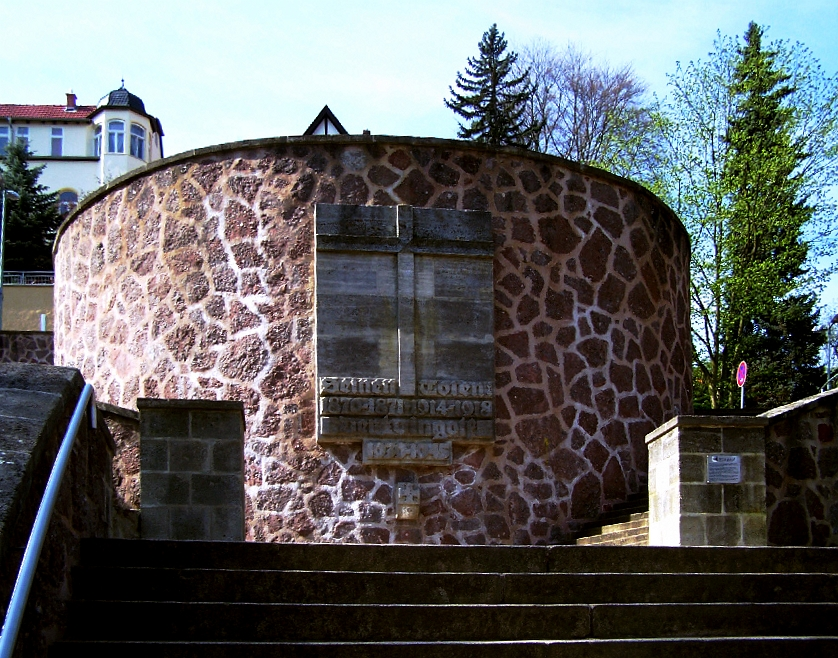
Wingolfsdenkmal

Das Wingolfsdenkmal, am Pfarrberg im Zentrum Eisenachs gelegen, ist der Zentrale Ort der Erinnerung an die Gefallenen des Wingolfsbundes, des ältesten Dachverbands christlicher Studentenverbindungen. Ursprünglich zum Gedenken an die gefallenen Bundesbrüder im Deutsch-Französischen Krieg 1870/71 errichtet, erinnert es heute auch an die Opfer der beiden Weltkriege. Im Jahr 2003 wurde das Denkmal, samt Treppenanlage, umfassend saniert.

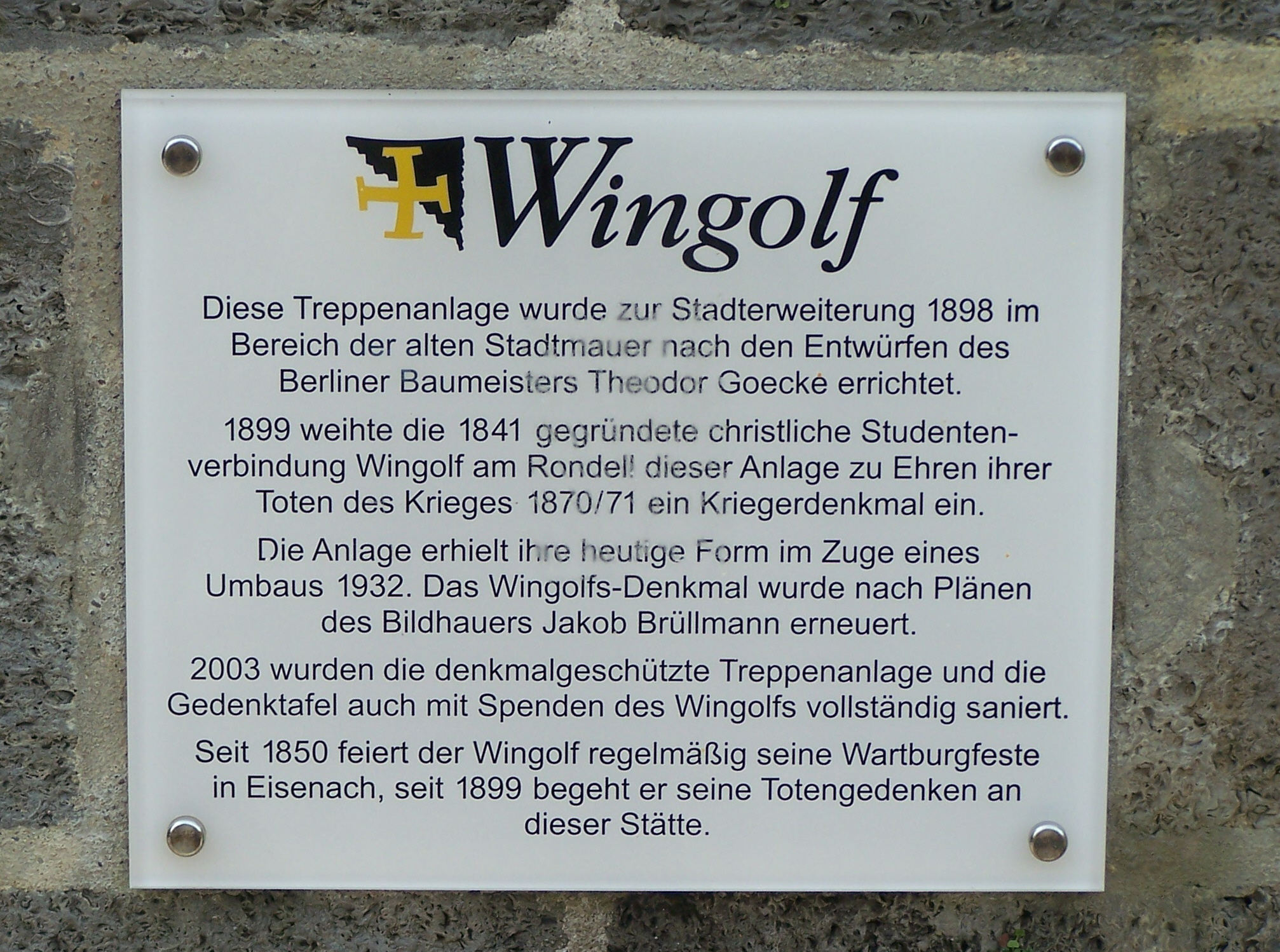
Informationstafel am Wingolfsdenkmal

## Lage und Gestaltung
Das Wingolfsdenkmal liegt am südlichen Ende des Eisenacher Pfarrbergs. Die Treppenanlage verbindet die Straßen Pfarrberg und Domstraße miteinander. Das eigentliche Denkmal steht an der Stelle, an der sich der Aufstieg nach links und rechts in zwei separate Treppen teilt.
Zwischen den Treppen steht eine halbrunde Natursteinmauer an der eine massive Steinplatte angebracht ist. Die Steinplatte ziert ein Kreuz und, heute, die Inschrift: „Seinen Toten 1870–1871 / 1914–1918 / 1939–1945. Der Wingolf.“
An der rechten Treppenbrüstung ist eine Informationstafel angebracht, die über die Geschichte des Denkmals informiert.

## Geschichte
Eisenach und den Wingolf verbindet seit über 160 Jahren eine gemeinsame Geschichte. Bereits 1850 trafen sich Wingolfsverbindungen hier zu ihrem ersten Wartburgfest. Seitdem feiert der Wingolf, mit Unterbrechungen zum Beispiel zu Zeiten der deutschen Teilung, alle zwei Jahre sein Bundesfest, das sogenannte Wartburgfest des Wingolfs in der Stadt.

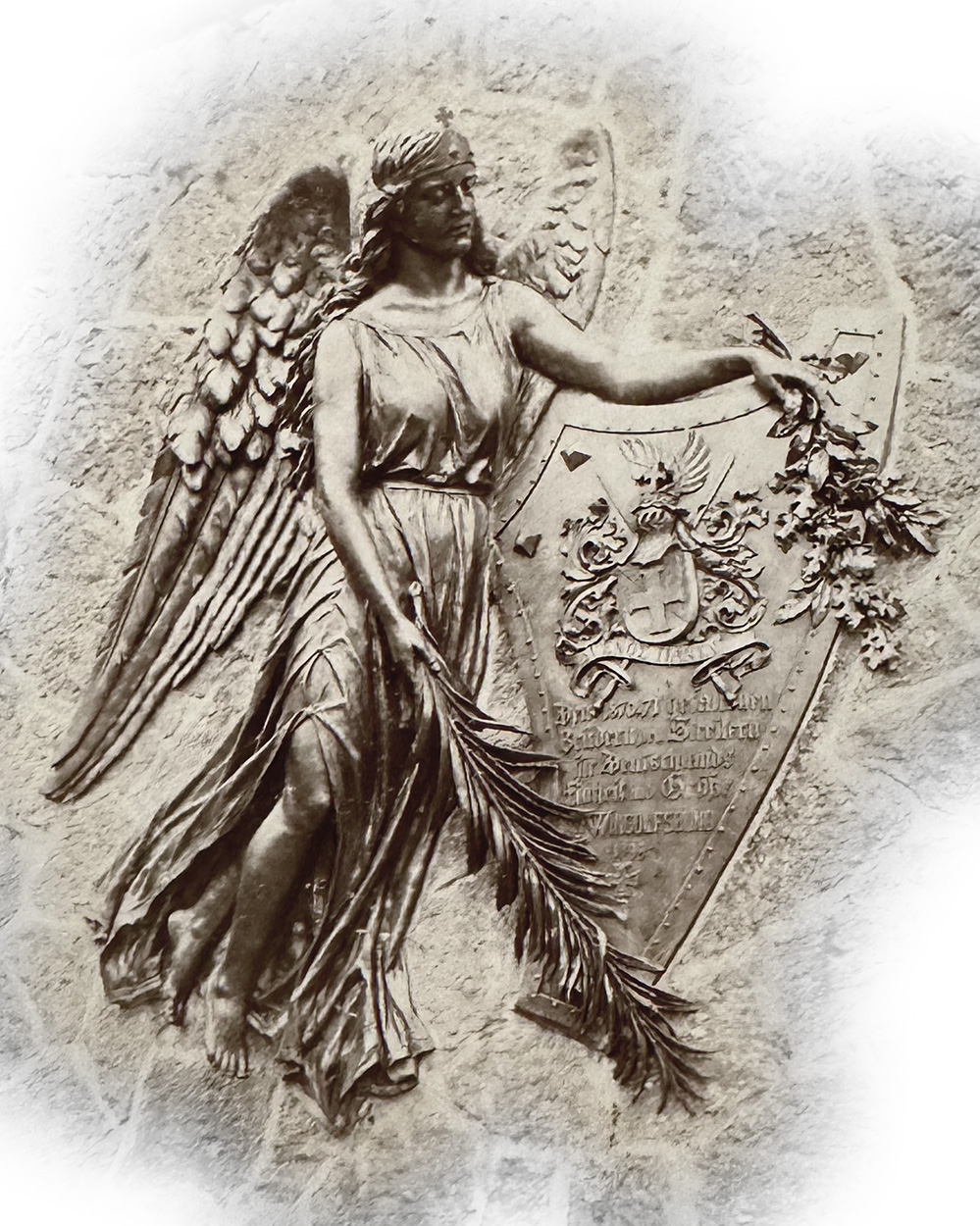
Das alte Wingolfsdenkmal von 1899 von Friedrich Pfannschmidt

Nach dem Deutsch-Französischen Krieg gab es innerhalb des Wingolf Überlegungen, ebenso wie andere Studentenverbände, ein Denkmal für die gefallenen Bundesbrüder zu errichten. Dieses Denkmal sollte in Eisenach stehen, damit es während der Bundesfeste in das Leben des Wingolfs einbezogen werden konnte. Nach kurzer Bauzeit wurde das erste Wingolfsdenkmal am 25. Mai 1899 eingeweiht. Das Denkmal entstammte einem Entwurf des Bildhauers Friedrich Pfannschmidt. Es bestand aus einer großen Geniusfigur, die, an der Mauer angebracht, über das Wappen des Wingolf wachte. Folgende Inschrift wurde angebracht: „Den 1870/71 gefallenen Brüdern, den Streitern für Deutschlands Einheit und Größe. Der Wingolfbund.“
In den 1920er-Jahren erwuchs innerhalb des Wingolfs der Wunsch, auch den Gefallenen des Ersten Weltkriegs an einem Denkmal in Eisenach zu gedenken. Ursprünglich wurden für dieses neue Denkmal andere Standorte in der Eisenacher Innenstadt in Betracht gezogen. Schließlich entschied man sich jedoch, dass bestehende Denkmal zu modifizieren. Das umgebaute Denkmal wurde am 20. Mai 1932 enthüllt. Es zeigte statt des Genius ein schlichtes Kreuz und die Inschrift: „Seinen Toten 1870–1871/1914–1918. Der Wingolf.“ In der Grundstruktur ist diese Umsetzung, nach einem Entwurf des Bildhauers Jakob Brüllmann, bis heute erhalten geblieben.
Seit der Wiedervereinigung Deutschlands trifft sich der Wingolfsbund bereits ab 1991 wieder regelmäßig alle zwei Jahre zum Bundesfest in Eisenach. Ebenfalls 1991 wurde das Denkmal um die Jahreszahlen „1939–1945“ ergänzt, um auch die Gefallenen des Zweiten Weltkriegs mit einzubeziehen.
Seit der umfassenden Sanierung 2003, die nur durch umfangreiche Spenden aus den Reihen der Wingolfiten (Mitglieder des Wingolf) möglich wurde, befindet sich das Denkmal wieder in einem guten Zustand. Im Zuge der Sanierung wurde auch die gesamte Treppenanlage erneuert, so dass sie den Besuchern und Einwohnern Eisenachs wieder als Abkürzung in das Südviertel dienen kann. Die Baumaßnahme kostete insgesamt 540 000 €, den Eigenanteil der Stadt von 10 % brachte der Wingolf durch Spenden auf, die restlichen Mittel stammten aus öffentlichen Fördertöpfen.
Die neben dem Denkmal angebrachte Informationstafel wurde 2010 erneuert, nachdem die 2003 angebrachte Tafel Schaden genommen hatte.

## Totengedenken
Bei den, nach der Ernsten Feier als Teil der Festfolge der Wartburgfeste des Wingolf, durchgeführten Totengedenken erinnert der Wingolf an die im Deutsch-Französischen Krieg, im Ersten und im Zweiten Weltkrieg verstorbenen Bundesbrüder. Bei der Gestaltung der Feier nimmt der Wingolfsbund alle Opfer dieser Kriege mit in den Blick. Das Totengedenken steht ganz bewusst nicht in der Tradition einer Kriegerehrung. Der Wingolf wendet sich gegen Geschichtsrevisionismus und distanziert sich ausdrücklich von Nationalismus und Rechtsradikalismus.